# Фийд
Фийд (на английски: Feed, от Data feed – подаване на данни) в контекста на социалните мрежи е специален софтуер, който изпраща известия до потребителите, когато бъде публикувано ново съдържание.
Фийд също така е и самото съдържание, генерирано от потребителите в социалната мрежа. В Twitter това са туитовете, които потребителят вижда, във Facebook – публикациите от приятели и харесани страници, в Instagram – снимките на потребители, които са следвани от даден последовател.